# Mola de Calatrava
La Mola de Calatrava és una muntanya de 352 metres que es troba al municipi de la Ràpita, a la comarca catalana del Montsià.